# Peter Kerr, 12. Marquess of Lothian
Peter Francis Walter Kerr, 12. Marquess of Lothian, KCVO (* 8. September 1922 in Melbourne, Derbyshire; † 11. Oktober 2004 in Roxburghshire) war ein britischer Peer, Politiker der Conservative Party und Grundbesitzer.

## Leben und Karriere

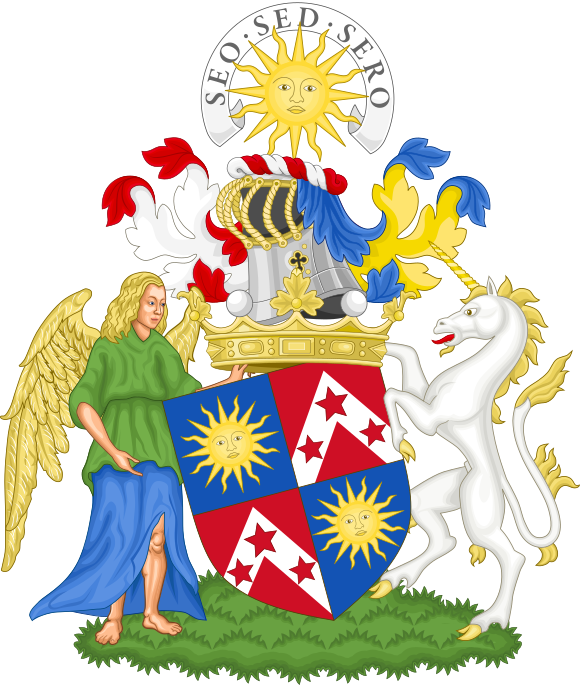
Familienwappen der Marquesses of Lothian

Er war der ältere Sohn von Andrew William Kerr (1877–1929) und dessen Ehefrau Marie Constance Annabel Kerr (1889–1980). Beide Elternteile waren in der männlichen Linie Nachfahren von William Kerr, 5. Marquess of Lothian. Kerrs Vater war Captain und sein Großvater Lord Walter Talbot Kerr Admiral of the Fleet der Royal Navy.
Er besuchte das Ampleforth College und Christ Church College der University of Oxford und diente anschließend im Rang eines Lieutenant der Scots Guards in der British Army.
Kerr erbte 1940, beim Tod seines Onkels zweiten Grades Philip Kerr, 11. Marquess of Lothian, dessen Adelstitel als Marquess of Lothian und den damals damit verbundenen Sitz im House of Lords.
Am 30. April 1943 heiratete er seine entfernte Verwandte Antonella Newland (1922–2007), Tochter des Major-General Sir Foster Reuss Newland († 1943). Das Paar hatte sechs Kinder. Kerrs Gattin verfolgte ihre eigene Karriere als Journalistin und gründete das „Women of the Year Lunch“. Die Familie lebte hauptsächlich auf ihren Anwesen in den Scottish Borders, in Newbattle Abbey und Monteviot. Das Anwesen Blickling Hall in Norfolk hatte der 11. Marquess dem National Trust hinterlassen. Ein anderes Familienanwesen Melbourne Hall in Derbyshire wurde 1952 für die Öffentlichkeit geöffnet.
Kerr nahm 1954 an der Wolfenden-Untersuchung über die britischen Gesetze zu Homosexualität und Prostitution teil. Während der Sueskrise 1956 schloss er sich der britischen Delegation bei der Generalversammlung der Vereinten Nationen an und wurde 1959 Delegierter beim Europarat und der Westeuropäischen Union. Ab 1960 war er Parlamentarischer Privatsekretär beim Außenminister, Lord Home und war auch Whip im House of Lords. Während Douglas-Homes kurzer Amtszeit als Premierminister war Kerr 1964 Juniorminister beim Gesundheitsministerium. 1970 kehrte er mit Lord Home zum Außenministerium zurück, wo er zwei Jahre als Parlamentarischer Unterstaatssekretär (Parliamentary Under-secretary) diente. 1973 wurde er zum Mitglied des Europäischen Parlaments nominiert, als Großbritannien in die Europäische Gemeinschaft eintrat.
1977 trat Kerr von der Politik in den Ruhestand und war Lord Warden of the Stannaries von 1977 bis 1983, Keeper of the Privy Purse beim Duke of Cornwall, sowie dessen Vorsitzender des Prince’s Council. 1983 wurde er zum Knight Commander des Royal Victorian Order geschlagen. Er war auch Mitglied der Royal Company of Archers, Kommandant der Special Constabulary der Scottish Borders und Knight of Malta.
Kerr gab 1979 das Franziskanerkloster San Damiano nahe Assisi an den Franziskanischen Orden zurück und gab die Kontrolle über Monteviot und Melbourne House in den 1980er Jahren an seinen ältesten bzw. jüngsten Sohn ab zur Fortführung der Restauration des Ferniehirst Castle in Roxburghshire.
Mit dem Inkrafttreten des House of Lords Act 1999 schied Kerr aus dem House of Lords aus. Für einen der verbleibenden Sitze war er nicht zur Wahl angetreten.

## Nachkommen
Aus seiner Ehe mit Antonella Newland hatte er zwei Söhne und vier Töchter:
- Lady Mary Marianne Anne Kerr (* 1944), ⚭ 1971 Charles Freiherr von Westenholz (1945–2006);
- Michael Kerr, 13. Marquess of Lothian (1945–2024), ⚭ Lady Theresa Fitzalan-Howard, Tochter von Bernard Fitzalan-Howard, 16. Duke of Norfolk;
- Lady Cecil Nennella Therese Kerr (* 1948), ⚭ 1974 Donald Cameron of Lochiel, 27. Chief of the Clan Cameron;
- Lady Claire Amabel Margaret Kerr (* 1951), ⚭ 1972 James Fitzroy, Earl of Grafton († 2009), Sohn des Hugh FitzRoy, 11. Duke of Grafton;
- Lady Elizabeth Marian Frances Kerr (1954–2023), ⚭ 1981 Richard Scott, 10. Duke of Buccleuch;
- Lord Ralph William Francis Joseph Kerr, Master of Lothian (* 1957), ⚭ (1) 1980–1987 Lady Virginia Fitzroy, Tochter von Hugh FitzRoy, 11. Duke of Grafton; ⚭ (2) 1988 Marie-Claire Black.

Sein ältester Sohn, der konservative Unterhausabgeordnete Michael Kerr, der als Heir apparent seines Vaters den Höflichkeitstitel Earl of Ancram führte, erbte 2004 seine Adelstitel.